# ХТЗ-7
ХТЗ-7 — универсальный садово-огородный трактор, марка колёсного трактора, выпускавшегося Харьковским тракторным заводом и Харьковским заводом тракторных самоходных шасси с 1950 по 1956 годы. Первый советский малогабаритный трактор. Предназначен для легких сельскохозяйственных работ в овощеводстве и садоводстве с прицепными и навесными сельскохозяйственными орудиями, на транспортировке и различных вспомогательных работах, а также для привода стационарных машин. Компоновка трактора безрамная. Все усилия воспринимают картеры агрегатов. Трактор один из первых в СССР, оборудованный гидравлической навесной системой и пневматическими шинами.
Трактор имел бензиновый карбюраторный двухцилиндровый двигатель мощностью 12 л.с. Конструкция трактора позволяла ступенчато регулировать дорожный просвет (путём переворота бортовых редукторов) и ширину колеи (путём перестановки колес «наизнанку»).
Трактор имел боковой вал отбора мощности на приводной шкив.
На базе трактора ХТЗ-7 был создан трактор ДТ-14, отличавшийся от предшественника дизельным двигателем.

## Премия
1952 год: Зубарев, Николай Гордеевич, руководитель работы, гл. конструктор, Лисняк, Павел Яковлевич, директор, Дидук, Мария Лукьяновна, инженер-конструктор, Бурейко, Антон Миронович, слесарь ХТЗ имени С. Орджоникидзе; Медведев, Иван Никитович, директор, Сериков, Сергей Александрович, гл. инженер, Кацевич, Константин Адамович, гл. конструктор Харьковского ТСЗ, — за создание универсального садово-огородного трактора